# Insula Prince of Wales, Canada

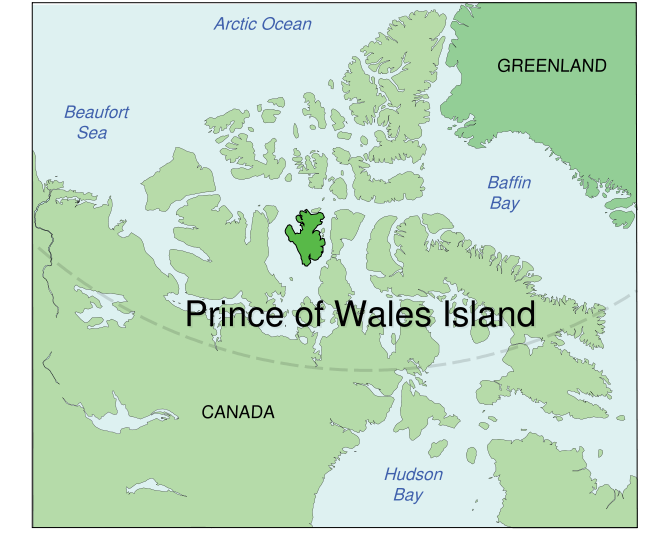
Localizarea insulei Prince of Wales în Arhipelagul Arctic Canadian

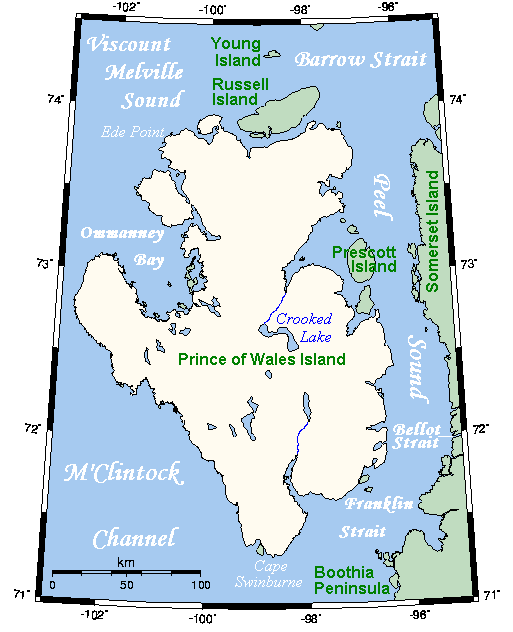
Insula Prince of Wales

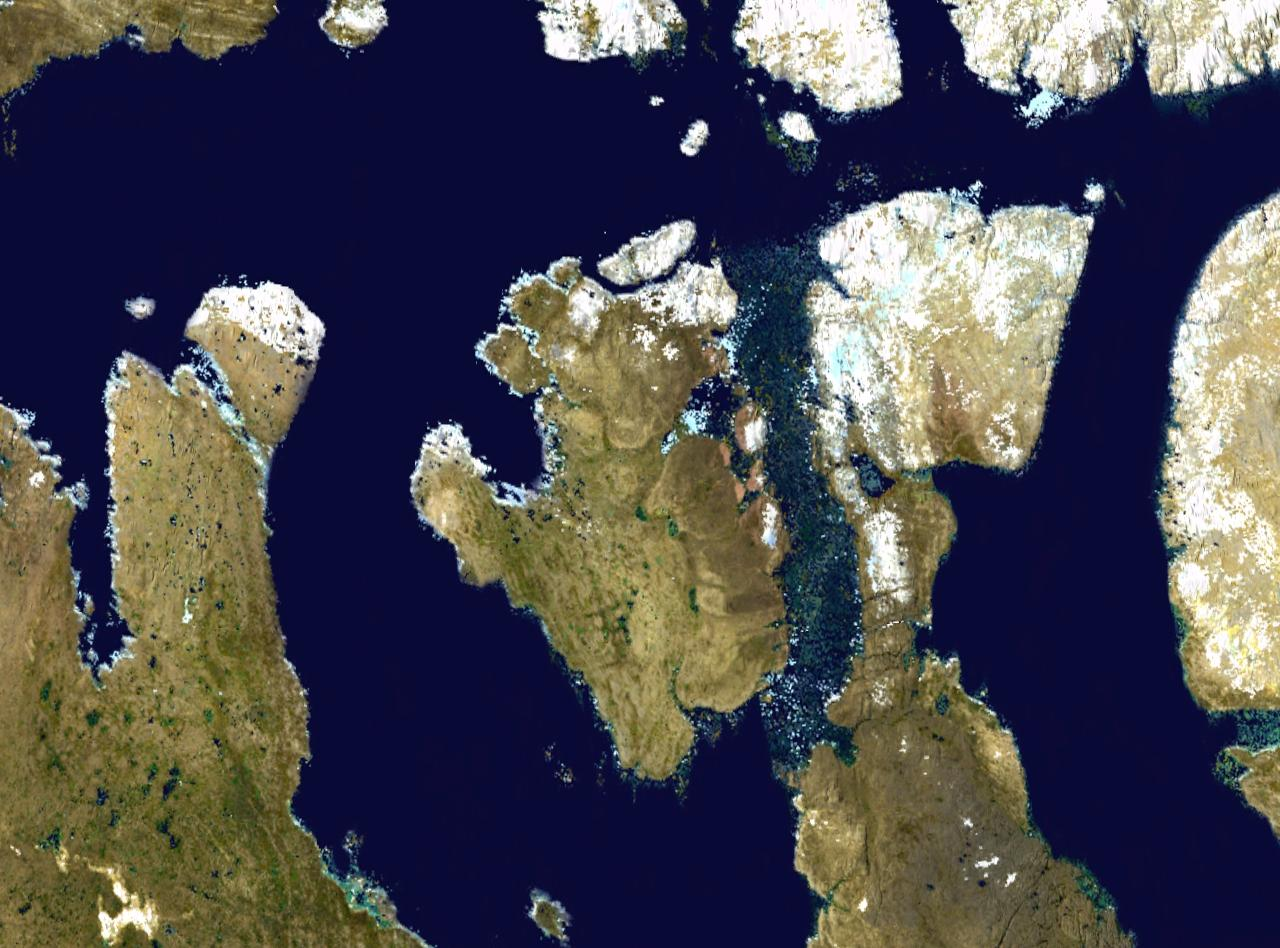
Imagine din satelit a insulei Prince of Wales şi a împrejurimilor sale

Insula Prince of Wales (sau Insula Prințul de Wales) este o insulă nelocuită permanent din Arhipelagul Arctic Canadian, divizată administrativ între regiunile Qikiqtaaluk și Kitikmeot ale teritoriului Nunavut din Canada. Cu o suprafață de 33339 km2 ,  ocupă locul 40 în lume și locul 10 în Canada..
La est, insula este despărțită de insula Somerset prin strâmtoarea Peel, la sud-est strâmtoarea Franklin o separă de peninsula Boothia, la vest canalul M'Clintock o separă de insula Victoria, iar la nord strâmtoarea Barrow (parte a canalului Parry) o separă de insulele Bathurst și Cornwallis.
Linia de coastă este foarte neregulată, fiind caracterizată de prezența unor golfuri mari cum ar fi golful Ommamney în nord-vest, golful Browne în est sau golful Guillemard în sud.
În imediata sa apropiere se află o serie de insule mai mici: insula Russell la nord, insulele Prescott și Pandora la est etc.
Este o insulă relativ joasă, acoperită cu vegetație de tundră, altitudinea maximă de 424 m fiind atinsă în colțul nord-estic
Insula a fost descoperită în anul 1851 de către Francis Leopold McClintock.